# 후지와라노 데이시
후지와라노 데이시(藤原定子, 977년 ~ 1001년)는 일본 이치조 천황의 본래 황후이다.
후지와라노 미치타카의 딸로 다카시나노 기시의 소생이다. 990년 이치조 천황의 황후로 간택되었다. 소생은 아쓰야스 친왕, 나가코 내친왕, 요시코 내친왕의 1남 2녀이다. 궁녀 세이 쇼나곤이 데이시를 보좌하였다. 점차로 데이시의 친정집인 중관백가(中關白家)는 라이벌인 후지와라노 미치나가의 어당가(御堂家)에 밀려 정치적으로 열세가 되었다. 데이시가 산후열로 세상을 떠난 직후 미치나가의 딸 쇼시가 이치조 천황의 제2황후로 간택되었다.
데이시가 남긴 시는 백인수가(百人秀歌)에 수록되었다.